# Гастон Галлімар
Гасто́н Галліма́р (фр. Gaston Gallimard, 18 січня 1881, Париж — 25 грудня 1975, Нейї-сюр-Сен) — французький видавець, засновник видавництва Gallimard.

## Біографія
Гастон Галімар народився 18 січня 1881 року в Парижі в родині Поля Галлімара та Люсі Галлімар (до шлюбу Дюше). Гастон мав ще двох братів: Ремона та Жака. Поль Галлімар одержав великий спадок і став пристрасним бібліофілом. Він сам видав кілька невеликих книг у розкішному оформленні, займався поетичним перекладом (переклади Джона Кітса). Поль Галлімар товаришував з художником Огюстом Ренуаром.
Гастон Галлімар навчався в ліцеї Кондорсе, де потоваришував з майбутнім Нобелівським лауреатом з літератури Роже Мартен дю Гаром. 1898 року закінчив ліцей зі ступенем бакалавра, опісля працював секретарем французького драматурга Робера де Флера. Під час літньої відпустки у Бенервіль-сюр-Мер (Нижня Нормандія) познайомився з Марселем Прустом.
1910 року Гастон Галлімар очолив видавництво, створене при журналі La Nouvelle Revue française, який почав виходити з 1908 року.
З 1913 року Галлімар став адміністратором новоствореного театру «du Vieux-Colombier». 1917 року разом з театром на півроку виїхав у пропагандистське турне до США. 1919 року, після другого перебування у США, Галлімар вирішив створити зі свого видавництва повноцінне видавниче підприємство, незалежне від журналу. Так виникло акціонерне товариство «Librairie Gallimard», акціонером у якому був брат Гастона Галлімара Ремон.
З початком Другої світової війни Галлімар виїхав з Парижа на південь Франції та після Комп'єнського перемир'я 1940 року повернувся до столиці. Керівництво La Nouvelle Revue française він передав Дріє ла Рошелю, що мав відверто пронацистські погляди. Видавництво Галлімара на догоду німецькій окупаційній владі публікувало твори німецьких класиків та сучасних німецьких авторів, зокрема Ернста Юнгера. Водночас Гастон Галлімар дозволяв проводити в приміщенні видавництва зібрання підпільної газети «Lettres françaises», заснованої Жаком Декуром та Жаном Поланом.
Видавництву «Librairie Gallimard» вдалося уникнути економічних та персональних санкцій під час повоєнної кампанії «очищення» від колаборантів завдяки підтримці Альбера Камю, Андре Мальро та Жана Полана. З часом Галлімар розширив видавництво, придбавши 90 % видавництва Деноель у вдови Робера Деноеля та одержавши контроль над кількома іншими видавництвами.
1960 року разом з Альбером Камю в автомобільній катастрофі загинув небіж Гастона Галлімара Мішель Галлімар, який вважався його «духовним сином». 1968 року померла дружина. У наступні роки Гастон Галлімар поступово передав справи видавництва своєму синові Клоду.
25 грудня 1975 року Гастон Галлімар помер у Нейї-сюр-Сен. Завдяки клопотанням внука Антуана 2011 року в Парижі з'явилася вулиця Гастона Галлімара. Того самого року в Національній бібліотеці Франції розгорнули велику виставку, присвячену засновникові видавництва Галлімар.

## Публікації
- Friedrich Hebbel, Judith, tragédie en cinq actes traduite de l'allemand par Gaston Gallimard & Pierre de Lanux. Paris, Éditions de la Nouvelle Revue française, 1911.
- «Il a inventé des auteurs, un public», En souvenir de René Julliard, Paris, René Julliard, 1963, p. 50.

### Листування
- Jean Paulhan / Gaston Gallimard, Correspondance, édition établie, présentée et annotée par Laurence Brisset, Gallimard, 2011.
- Marcel Proust / Gaston Gallimard, Correspondance, édition établie, présentée et annotée par Pascal Fouché, Paris, Gallimard, 1989.
- Jacques Rivière / Gaston Gallimard, Correspondance 1911—1924, édition établie, présentée et annotée par Pierre-Edmond Robert avec la collaboration d'Alain Rivière, Paris, 1994.